# Coughton Court
Coughton Court /k oʊ t ən /  est une  maison de campagne anglaise Tudor, située sur la route principale entre Studley et Alcester dans le Warwickshire. Il s'agit d'un bâtiment classé Grade I.
La maison a une longue façade crénelée donnant directement sur la route principale, au centre de laquelle se trouve la Gatehouse Tudor, datant d'après 1536 avec des tourelles hexagonales et des oriels dans le style de la Renaissance anglaise. La porterie est la partie la plus ancienne de la maison et est flanquée d'ailes plus tardives, dans le style gothique de Strawberry Hill, popularisé par Horace Walpole.

## Histoire
Le domaine Coughton appartient à la famille Throckmorton depuis 1409. Le domaine est acquis par mariage avec la famille De Spinney . Coughton est reconstruit par Sir George Throckmorton, le premier fils de Sir Robert Throckmorton de Coughton Court par Catherine Marrow, fille de William Marrow de Londres . La grande guérite est dédiée au roi Henri VIII par Throckmorton, un favori du roi  qui passe la majeure partie de sa vie à reconstruire Coughton . Throckmorton devient connu en raison de son implication presque fatale dans le divorce entre le roi Henri et sa première épouse Catherine d'Aragon . Il favorise la reine et est contre la Réforme. La récusation coûteuse (refus d'assister aux offices de l'Église anglicane) de son fils aîné, Robert, et de ses héritiers limite la reconstruction ultérieure, de sorte qu'une grande partie de la maison est encore en grande partie telle qu'il l'a laissée .
Après la mort de Throckmorton en 1552, Coughton passe à son fils aîné, Robert. La famille est catholique pratiquante et la maison contient à un moment donné un trou de prêtre, une cachette pour les prêtres pendant la période où les catholiques étaient persécutés par la loi en Angleterre, depuis le début du règne d'Élisabeth Ire d'Angleterre. Le manoir occupe également une place dans l'histoire anglaise pour ses rôles à la fois dans le complot de Throckmorton de 1583 pour assassiner la reine Élisabeth et dans la Conspiration des Poudres de 1605, bien que la famille Throckmorton n'ait elle-même été impliquée qu'indirectement dans ce complot, lorsque certains des conspirateurs s'y rendent directement après sa découverte.
La maison appartient au National Trust depuis 1946. La famille, cependant, détient un bail de 300 ans et gérait auparavant la propriété au nom de la fiducie. En 2007, cependant, la maison est revenue à la gestion du National Trust. La gestion de la propriété est renouvelée tous les 10 ans. La locataire familiale est Clare McLaren-Throckmorton, connue professionnellement sous le nom de Clare Tritton, jusqu'à sa mort le 31 octobre 2017 .
La maison, ouverte au public toute l'année, est implantée sur un vaste terrain comprenant un jardin à la française clos de murs, une rivière et un lac.

## Architecture
La guérite de Coughton est construite au plus tôt en 1536, car elle est construite en pierres provenant de l'Abbaye de Bordesley et de l'Abbaye d'Evesham (toutes deux dans le Worcestershire) après la dissolution des monastères en 1536. Comme pour les autres maisons Tudor, elle est construite autour d'une cour, la guérite étant utilisée pour les livraisons et les véhicules pour se rendre dans la cour . La cour est fermée sur les quatre côtés jusqu'en 1651, lorsque des soldats parlementaires brûlent la quatrième aile (est), ainsi que de nombreux papiers de la famille Throckmorton, pendant la guerre civile anglaise.
Après l'adoption du Roman Catholic Relief Act en 1829, la famille Throckmorton peut se permettre des travaux de construction à grande échelle, leur permettant de remodeler la façade ouest.

## Galerie

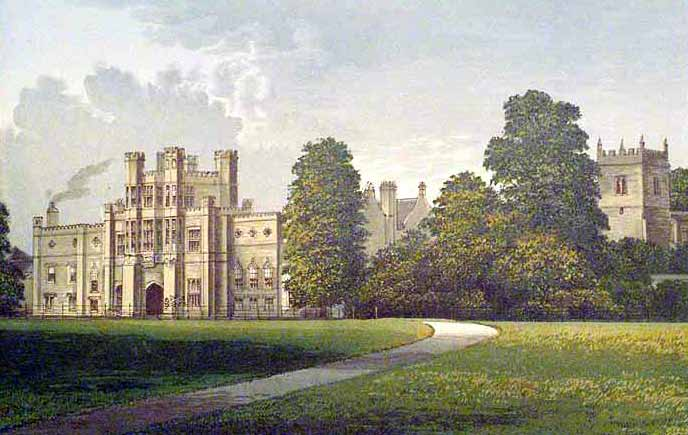
Coughton Court à la fin du XIXe siècle
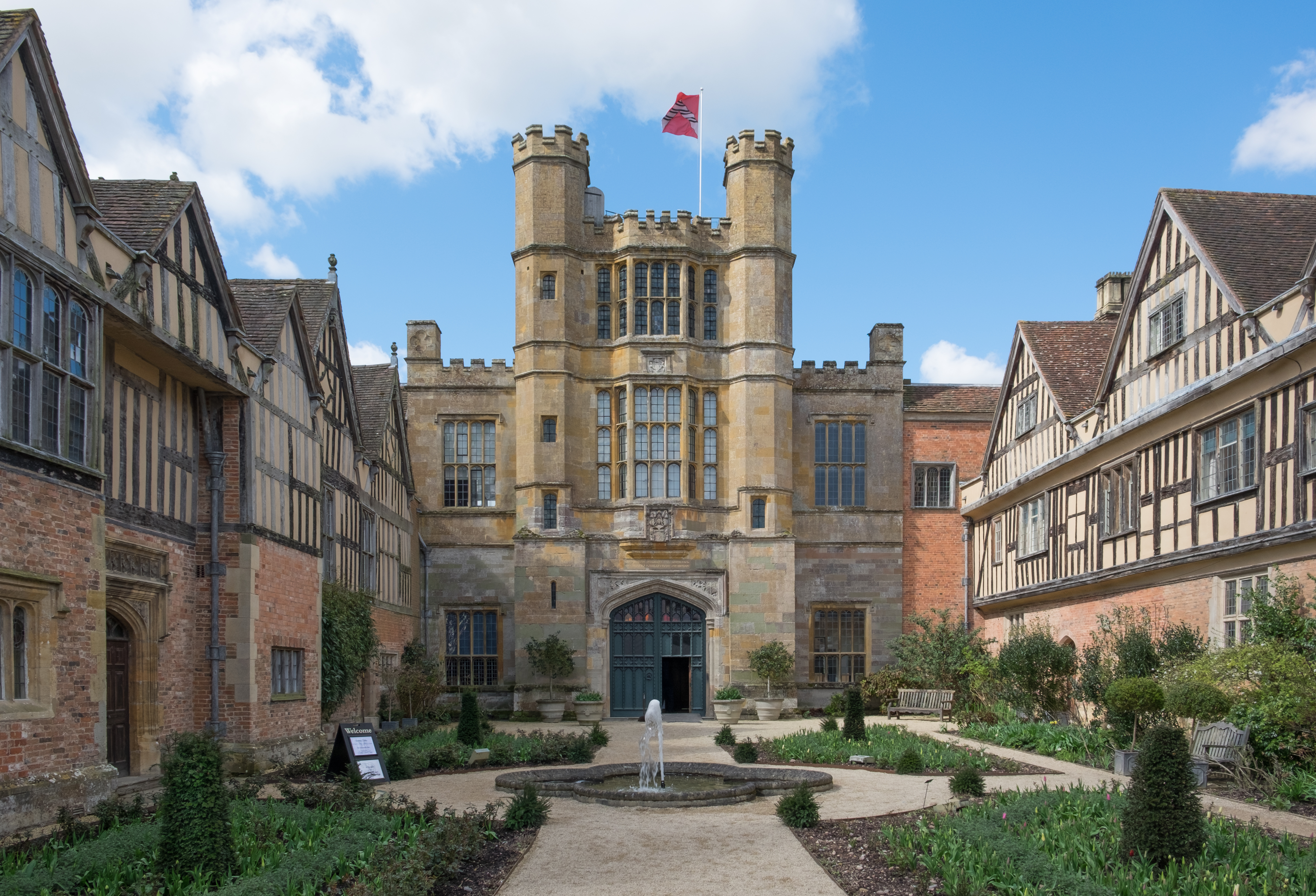
Cour de Coughton Court
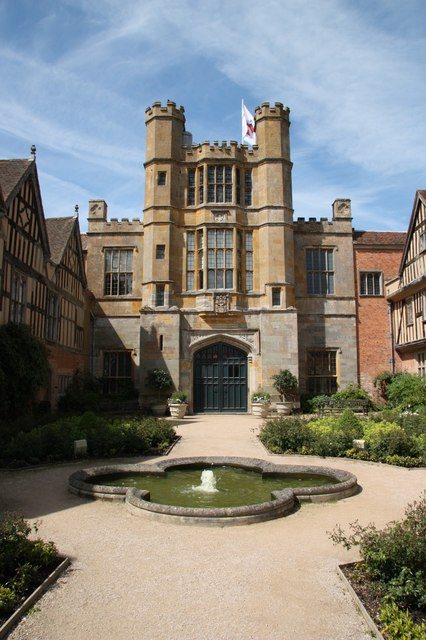
Maison de gardien de Coughton Court
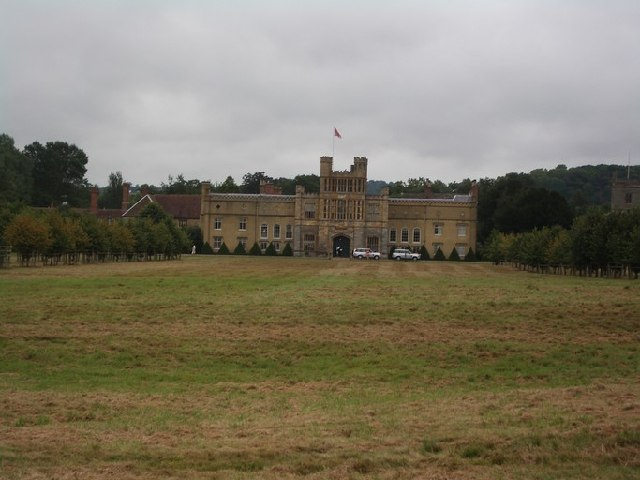
Façade de Coughton Court
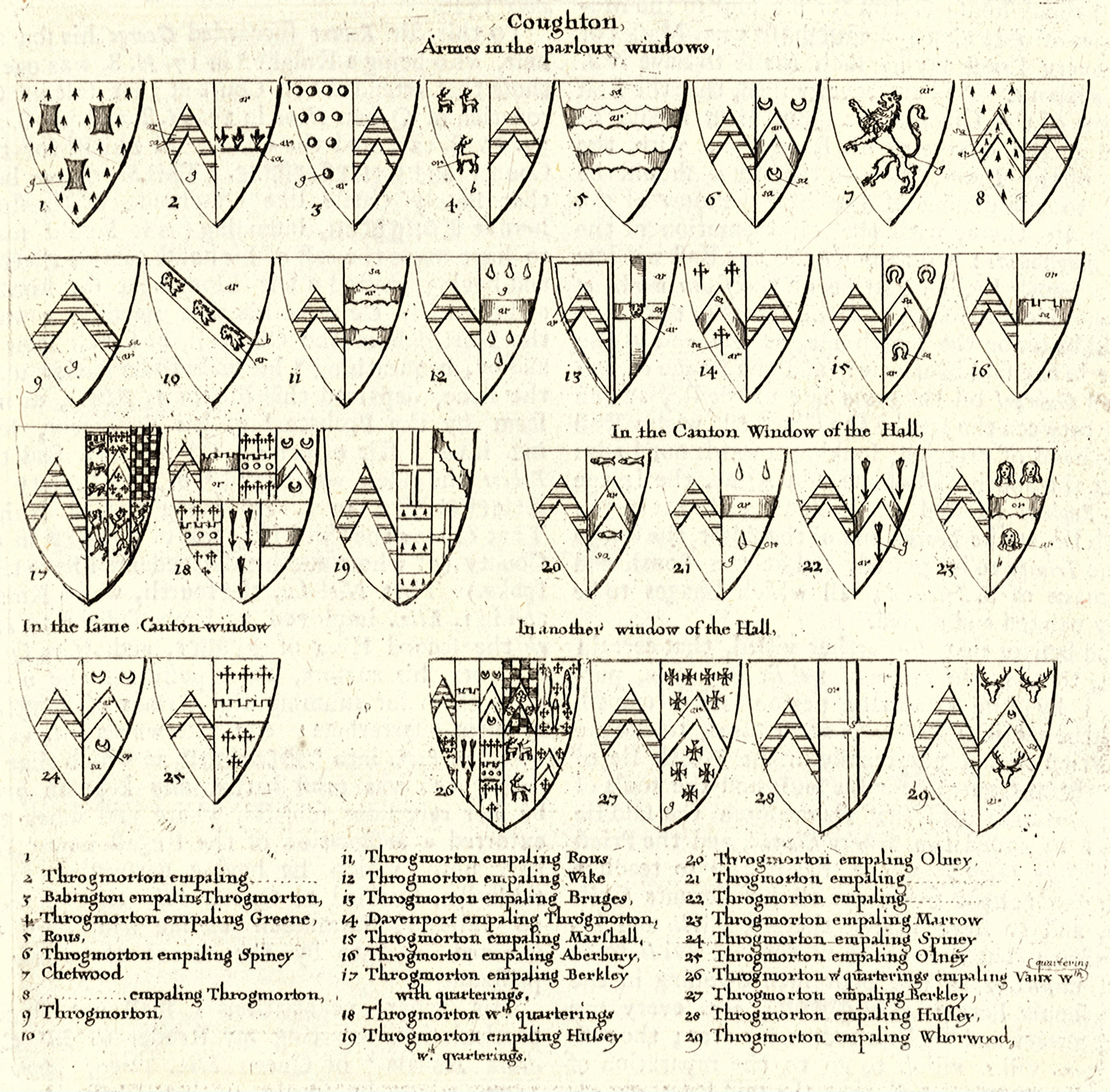
Armoiries représentées dans les fenêtres de Coughton Court, par Wenceslaus Hollar (décédé en 1677)
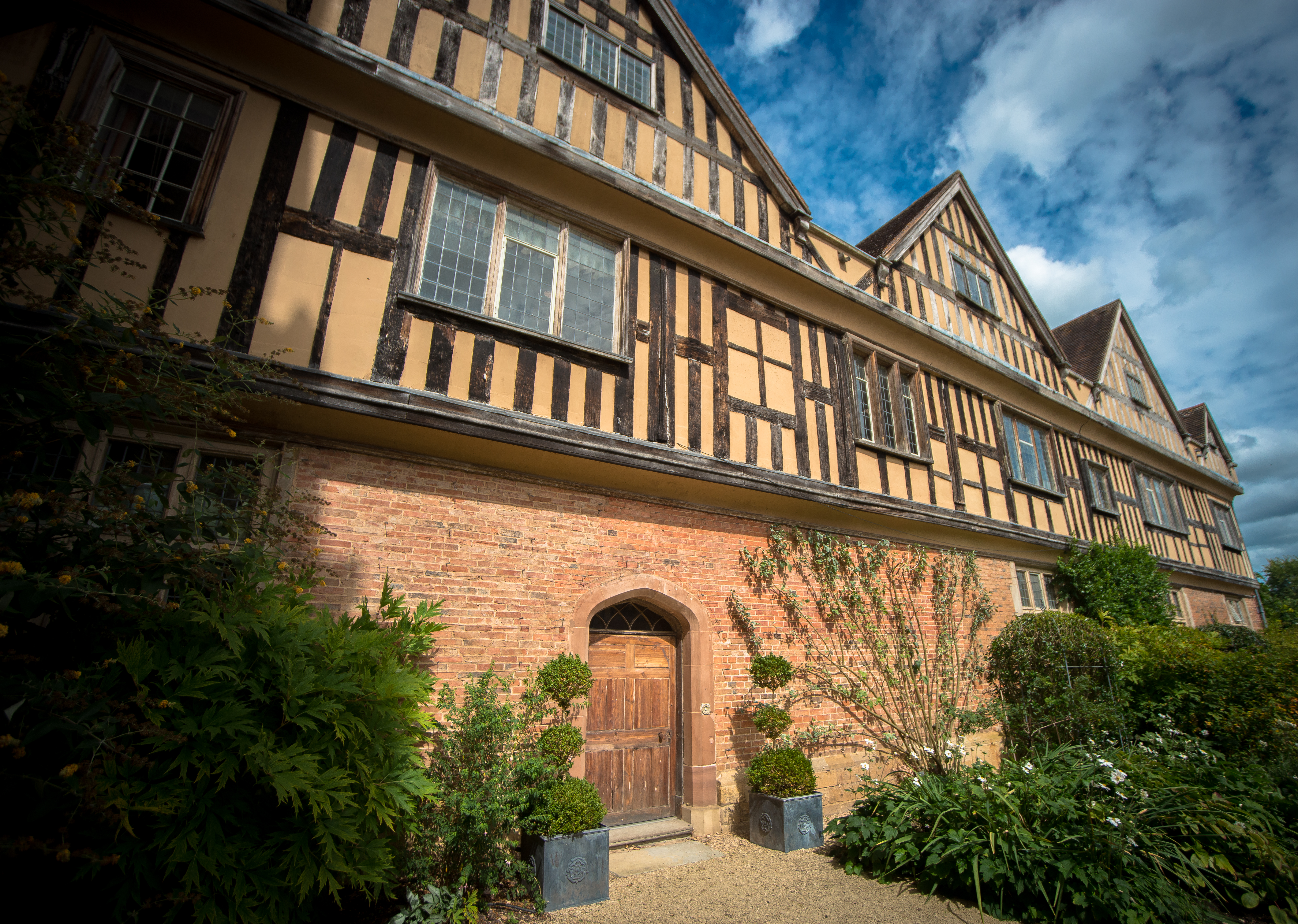
Vieux bâtiments de Coughton Court
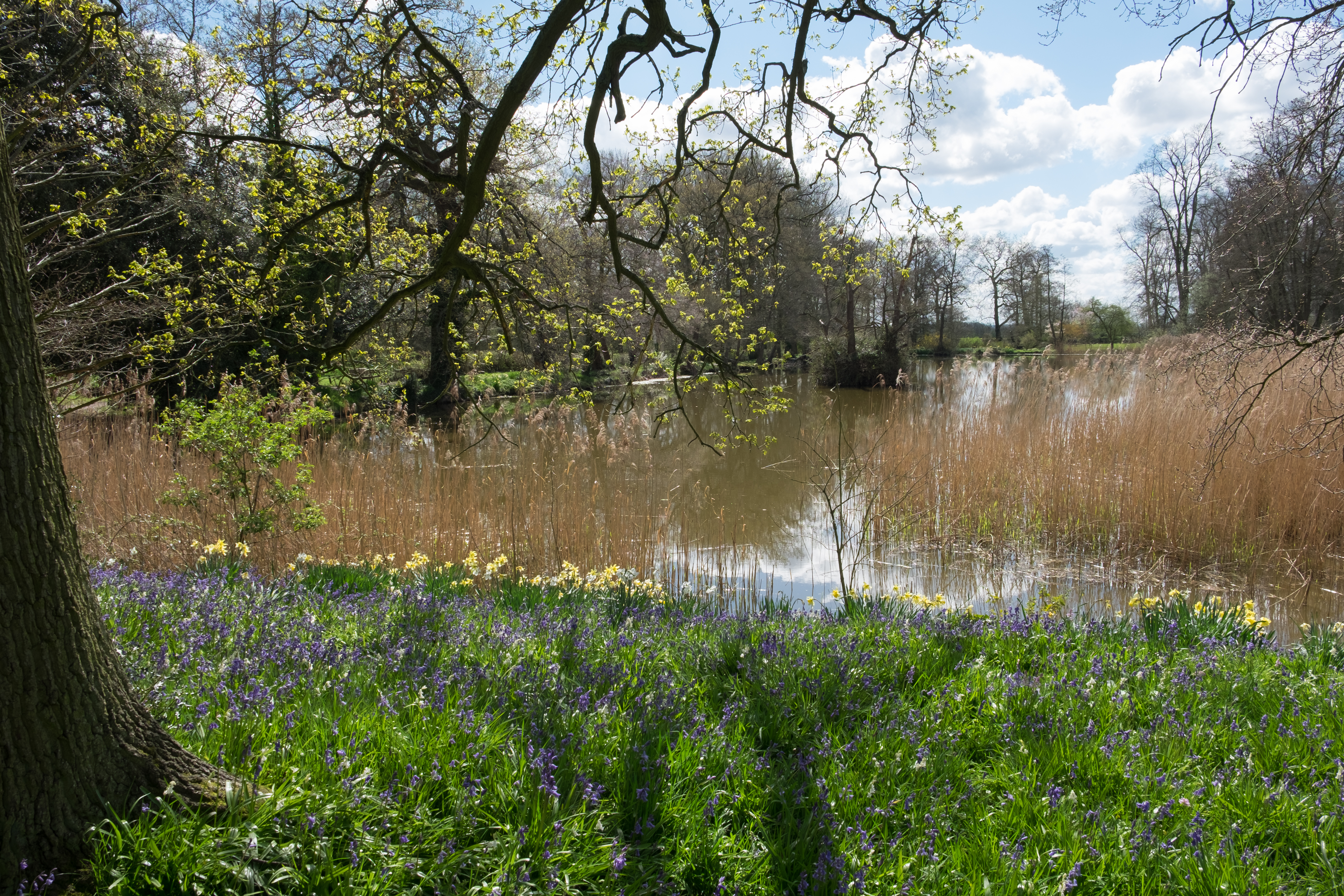
Le lac
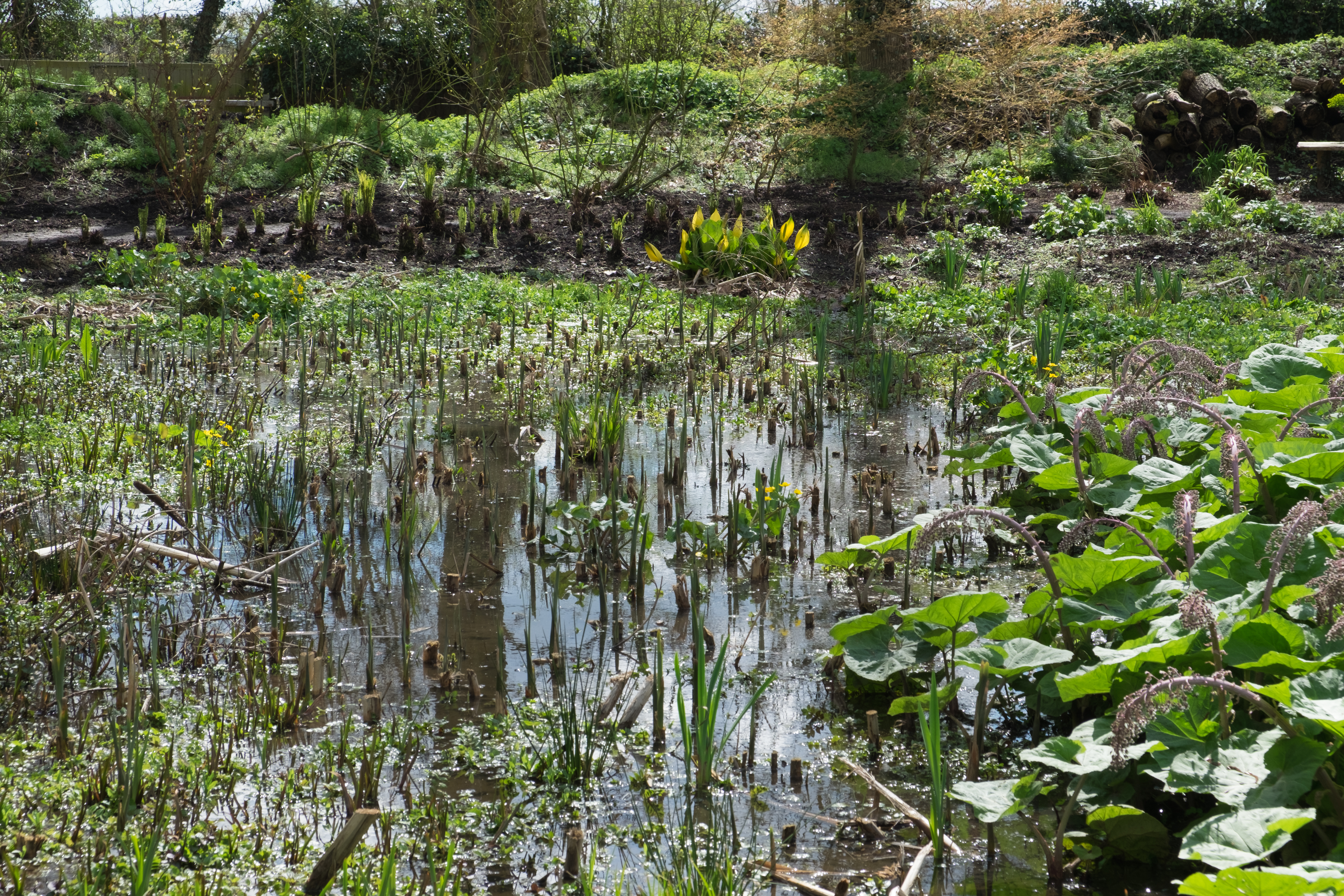
Le jardin des tourbières